# Waldemar Borges
Waldemar Alberto Borges Rodrigues Neto (Recife, 10 de julho de 1958), é um político brasileiro. É deputado estadual de Pernambuco pelo MDB.

## Biografia
Waldemar Borges ocupa pela quarta vez consecutiva uma cadeira na câmara estadual. Ele foi eleito em 2022 com 44.857 votos.